# Гай Сервілій Структ Агала (начальник кінноти 439 року до н. е.)
Гай Серві́лій Структ Ага́ла (лат. Gaius Servilius Structus Ahala; ? — після 436 до н. е.) — державний і військовий діяч часів ранньої Римської республіки, начальник кінноти 439 року до н. е.

## Біографічні відомості
Походив з патриціанського роду Сервіліїв. Про дитячі, молоді роки, батьків Гая Сервілія Агали відомостей не збереглося. 
У 439 році до н. е. його було призначено начальником кінноти при 80-річному диктаторові Луції Квінкції Цинціннаті. Фактично керував Гай Сервілій Агала. Введення сенатом диктатури було пов'язано з діяльністю Спурія Мелія. Агала з'явився до останнього та зажадав від нього з'явитися на суд до диктатора, а коли Мелій кинувся бігти, закликаючи на допомогу своїх прихильників, наздогнав його і заколов кинджалом. За придушення змови Гая Сервілія Агалу було вшановано особливою вдячністю диктатора і сенату. У 436 році до н. е. його було відправлено у вигнання за рішенням народних зборів через вбивство громадянина без суду, тобто Мелія. Проте пропозиція щодо конфіскації майна Агали не пройшла. 
Про подальшу долю Гая Сервілія Агали немає відомостей.